# Yassin Shohdy
Yassin Shohdy (* 10. Januar 2005 in Kairo) ist ein ägyptischer Squashspieler.

## Karriere
Yassin Shohdy spielte 2021 erstmals und seit 2024 regelmäßig auf der PSA Squash Tour, auf der er bislang sechs Titel gewann. Dabei sicherte er sich in der Saison 2023/24 seinen ersten Titelgewinn im Mai 2024 in Kairo. Im Juli 2025 folgte ein weiterer Turniersieg in Terengganu. Im Verlauf der Saison 2024/25 gelangen ihm Turniersiege in Hongkong, Kairo und Den Haag. Seinen sechsten Titel gewann Shohdy im August 2025 in der Saison 2025/26 in Jaipur. Seine beste Platzierung in der Weltrangliste erreichte er mit Rang 97 am 11. August 2025.

## Erfolge
- Gewonnene PSA-Titel: 6